# Ozodius neglectus
Ozodius neglectus är en skalbaggsart som beskrevs av Schmidt 1913. Ozodius neglectus ingår i släktet Ozodius och familjen Aphodiidae. Inga underarter finns listade i Catalogue of Life.